# Andrea Aiuti
Andrea Aiuti (né le 17 juin 1849 à Rome, alors capitale des États pontificaux et mort le 28 avril 1905 dans la même ville) est un cardinal italien du début du XXe siècle.

## Biographie
Andrea Aiuti exerce diverses fonctions au sein de la Curie romaine. Il est nommé archevêque titulaire d'Achrida (de) en 1887 et est consacré le 1er mars de la même année par George Porter (de) avec comme co-consécrateurs Pietro Caprotti (ru) et Bernhard Beiderlinden (de). Il est nommé ensuite délégué apostolique en Inde (en), official de la Sacrée Congrégation pour la propagation de la foi (Propaganda Fide) en 1891 et archevêque titulaire de Damiette (de) et nonce apostolique en Bavière en 1893 puis nonce au Portugal (en) en 1896. 
Le pape Léon XIII le crée cardinal lors du consistoire du 22 juin 1903. 
Le cardinal Aiuti participe au conclave de 1903, lors duquel Pie X est élu pape.

## Succession apostolique
Andrea Aiuti a ordonné les évêques suivants :
- Évêque Adolph Edwin Medlycott (de) (1887)
- Évêque Jean-Marie Barthe, S.I. (1890)
- Archevêque Emmanuel Alfonso van den Bosch, O.F.M.Cap. (1891)

## Sources
- Fiche du cardinal Andrea Aiuti sur le site fiu.edu